# Canastra Suja
Canastra Suja é um longa-metragem brasileiro do gênero suspense. Com direção, roteiro e produção de Caio Sóh, o filme foi lançado em 26 de outubro de 2016 na Mostra Internacional de Cinema de São Paulo, e em 21 de junho de 2018 comercialmente pelo país. Em agosto do mesmo ano, a produção constou na lista dos 22 candidatos a representar o Brasil na disputa do Oscar de Melhor Filme Estrangeiro de 2019, mas a Comissão Especial de Seleção (formada por Bárbara Paz, Lucy Barreto, Jorge Peregrino, Flávio Ramos Tambellini, Jeferson De, João Jardim e Hsu Chien) acabou elegendo O Grande Circo Místico.

## Sinopse
Quem vê Batista (Marco Ricca) e Maria (Adriana Esteves) andando pela rua com seus três filhos, Pedro (Pedro Nercessian), Emília (Bianca Bin) e Rita (Cacá Ottoni), acha que o grande problema deles é a filha caçula que sofre de autismo. Porém, as questões dessa família são bem mais complicadas. Batista é um alcoólatra tentando abandonar o vício por insistência familiar. Maria é uma esposa dedicada que vive um caso tórrido com o Tatu (David Junior), namorado de sua filha Emília, que se faz de pudica, mas seduz Lucas (João Vancini), seu patrão. Pedro, o primogênito, está perdido na entrada da vida adulta. Durante a trama, o conceito familiar desaba aos poucos.

## Enredo
Batista (Marco Ricca) é um manobrista de um estacionamento de um hotel de alto padrão que sofre de alcoolismo e mora nos subúrbios do Rio de Janeiro com sua esposa, a dona de casa Maria (Adriana Esteves); e seus três filhos: o mais velho Pedro (Pedro Nercessian), para quem ele consegue um emprego no estacionamento do hotel; Emília (Bianca Bin), que é recepcionista e secretária de um médico jovem e rico; e Rita (Cacá Ottoni), uma adolescente que é autista. O filme mostra os problemas que a família enfrenta em casa, como os constantes conflitos entre Batista e Pedro e as tentativas de Batista de assediar suas filhas quando está alcoolizado, e também os dramas particulares de cada membro.
Pedro tem vergonha do pai devido aos problemas com bebidas e chega a pichar o muro da casa escondido com xingamentos a Batista. O pai consegue um emprego para ele no estacionamento do hotel, mas um dia, um cliente dá pela falta de seu celular e a culpa logo recai na equipe de manobristas, formada por Batista, Pedro e um terceiro homem. Quando Pedro se recusa a deixar seu chefe revistar sua mochila, mesmo diante da insistência do pai, as suspeitas caem sobre ele e ele não volta mais para trabalhar, criando um clima tenso com Batista. Adicionalmente, imagens das câmeras da garagem mostram Batista manobrando o carro do cliente em questão e demorando demasiadamente para sair de dentro dele após estacioná-lo. Seu chefe imediatamente deduz que ele foi o ladrão e o demite. Com isso, Batista mergulha ainda mais no álcool. Posteriormente, o cliente revela ter encontrado o celular em sua casa.
Após o episódio, Pedro pede um trabalho a Tatu (David Junior), namorado de sua irmã, para poder sair da casa do pai. Tutu o convida para entrar num esquema de prostituição por meio do qual ele será pago para praticar sexo anal ativo com homens ricos. Tatu o leva para a mansão de seu chefe Celso (Milhem Cortaz), que o acolhe e o apresenta a seus clientes. Logo, ele ganha a atenção de Donato (Remo Rocha), um dos principais fregueses de Celso, que o convida para ir a Armação dos Búzios. Ainda inseguro e tímido, Pedro recusa o convite, mas acaba indo para um quarto na mansão com Donato. O nervosismo de Pedro não o permite fazer sexo com Donato e ele eventualmente pede para encerrar o encontro, enfurecendo Donato. Os dois brigam e Pedro o machuca. Furioso, Celso repreende e ameaça Pedro e Tatu, mas um dos clientes da casa reconhece Pedro do hotel e o resgata, permitindo a ele voltar para a casa dos pais.
Enquanto isso, Maria vive um relacionamento extraconjugal com Tatu, que a visita regularmente em casa para vender anabolizantes e fazer sexo. Maria chega ao ponto de amarrar Rita à cama dela para poder fazer sexo em paz no quarto ao lado.
Emília, por sua vez, também mantém um segundo relacionamento, no caso, com seu chefe, um rico médico. Um dia, enquanto dá banho em sua irmã Rita, ela checa um exame de gravidez, que dá resultado positivo, e chora. Maria descobre o exame no lixo e pressiona a filha para revelar quem é o pai, mas esta se esquiva.
Na reta final do filme, Batista retorna para casa após uma noite de bebedeira e encontra a família discutindo a gravidez. Emília revela que o exame não era dela, e sim de Rita, e a família imediatamente expulsa Batista de casa. Posteriormente, Emília descobre que Batista não é o pai da criança. Passado algum tempo, a família é vista reunida em casa e festejando alegremente. Emília segura uma criança negra em seus braços, sugerindo que quem estuprou Rita foi Tatu.

## Elenco
- Marco Ricca como Batista Roberto dos Santos[1]
- Adriana Esteves como Maria
- Pedro Nercessian como Pedro
- Bianca Bin como Emília
- Cacá Ottoni como Rita "Ritinha"
- David Junior como Tatu
- João Vancini como Dr. Lucas
- Emílio Orciollo Netto como Augusto
- Milhem Cortaz como Celso
- Marcelo Mello como Wellington
- Bruno Padilha como Wilson
- Gustavo Novaes como Cicero
- Remo Rocha como Donato
- Lana Rhodes como Jackie
- Vinicius Marquez como Marcio
- Vinícius Bolinho como André
- Renato Góes como Ator na festa
- Marcelo Pio como participante do AA
- Mariana Rugieiro como participante do AA
- Oscar Calixto como participante do AA
- Antonio Carlos como participante do AA
- Dalva de Souza Dias como participante do AA
- João P. Salles como participante do AA
- José Bento dos Santos como participante do AA
- Lucineia Andrade de José como participante do AA
- Lucineia Fidelis como participante do AA
- Luiz Carlos Bernardo como participante do AA
- Luiz José Augusto como participante do AA
- Maria José da Silva como participante do AA
- Paulo Machado como participante do AA
- Paulo Renato Soares como participante do AA
- Pinah como participante do AA
- Ubiratan Cardia Valoz como participante do AA
- Marcio Marciano Nunes como médico
- Bruna Alfarela Campos como gerente do hotel
- Wellington Rabelo como cervejeiro
- Valeria Reis como dona do salão
- Eloá Vitoria Almeida de Lima como filha de Ritinha (recém nascida)
- Marina Barbosa Pereira Machado como filha de Ritinha (com 2 anos)

## Música

### Trilha sonora
- Maria Gadú[1]

## Recepção

### Prêmios e indicações
| Ano  | Prêmio                            | Categoria               | Indicação        | Resultado | Ref.  |
| ---- | --------------------------------- | ----------------------- | ---------------- | --------- | ----- |
| 2016 | 11º Fest Aruanda                  | Melhor Ator             | Marco Ricca      | Venceu    | [ 6 ] |
| 2016 | 11º Fest Aruanda                  | Melhor Roteiro          | Caio Sóh         | Venceu    | [ 6 ] |
| 2016 | 11º Fest Aruanda                  | Melhor Ator Coadjuvante | Pedro Nercessian | Venceu    | [ 6 ] |
| 2017 | Festival de Cinema de Los Angeles | Melhor Ator Coadjuvante | Pedro Nercessian | Venceu    | [ 7 ] |
| 2017 | Festival de Cinema de Los Angeles | Melhor Ator             | Marco Ricca      | Venceu    | [ 8 ] |
| 2017 | Festival de Cinema de Los Angeles | Melhor Diretor          | Caio Sóh         | Venceu    | [ 8 ] |
| 2017 | Festival de Cinema de Los Angeles | Melhor Filme            | Canastra Suja    | Venceu    | [ 8 ] |
| 2017 | Festival de Cinema de Los Angeles | Melhor Atriz            | Cacá Ottoni      | Indicado  | [ 8 ] |